# Hilger Hertel der Ältere
Hilger Hertel der Ältere (* 21. November 1831 in Köln; † 26. Januar 1890 in Breslau, Taufname: Johann Vincens Maria Hertel) war ein deutscher Architekt und Diözesanbaumeister in Münster.

## Leben
Hilger Hertel machte nach Bestehen des Abiturs eine Ausbildung zum Steinmetz und absolvierte die Meisterprüfung im Steinmetz- und Maurerhandwerk in der Dombauhütte Köln. Nachdem Hertel im Büro seines Vetters Vincenz Statz gearbeitet hatte, wurde er 1857 vom Bischof Johann Georg Müller nach Münster berufen, um dort als Diözesanbaumeister zu arbeiten. Seit 1864 hatte Hertel in der Südstraße 36 in Münster ein eigenes Baubüro und eine Steinmetzwerkstatt.
In seiner Funktion als Diözesanbaumeister war Hilger Hertel für die Errichtung und Wiederherstellung von Kirchenbauten und anderen kirchlichen Gebäuden im Bistum Münster verantwortlich. Sein Werkverzeichnis listet insgesamt 56 Neubauten und 102 Umbauten von Kirchen, vornehmlich im Münsterland und dem nördlichen Ruhrgebiet. Im Auftrag des Erzbischofs von Ermland und späteren Erzbischofs von Köln, Philipp Krementz errichtete und restaurierte Hilger Hertel zudem zahlreiche Kirchen in Ostpreußen. Neben der Michaelskirche im dänischen Kolding werden außerdem zwei nichtidentifizierte Kirchen in Cincinnati und Stockholm aufgeführt. Abgesehen von zahlreichen Pfarrhäusern erbaute Hertel eine Anzahl von Krankenhausbauten in kirchlicher Trägerschaft, so in Heessen, Buer, Lobberich, Schöppingen und Dorsten sowie Bischofsburg und Braunsberg in Ostpreußen, ferner das St. Rochus-Hospital Telgte und das Marienhospital in Münster. Hinzu kommen Krankenhausbauten der Provinz Westfalen, so die psychiatrischen Krankenhäuser Marienthal in Münster, das Johannishospital in Marsberg, Bethesda in Lengerich, Benninghausen, Eickelborn und Glatz in Schlesien, das Pflegeheim Geseke, die Blindenanstalten der Kongregation der Schwestern der Christlichen Liebe zu Soest und Paderborn, die Taubstummenanstalten zu Soest, Langenhorst, Büren und Petershagen sowie die Augenklinik in Münster. Hinzu kommt als Schuleinrichtung das Collegium Augustinianum Gaesdonck. Beim Wettbewerb um das Wiener Rathaus 1869 erzielte Hertel mit seinem Entwurf Nach Art der Alten neu gestalten den 12. Preis.
Hilger Hertel restaurierte ferner eine Anzahl von Schlössern und Herrenhäusern in Westfalen: Haus Vorhelm, Haus Egelborg, Surenburg, Haus Maser bzw. Herding in Hiltrup, Haus Assen,  Schloss Lembeck, Haus Hameren, Haus Havixbeck, Schloss Hovestadt, Schloss Varlar, Schloss Heessen, Haus Lüttinghof, Burg Dinklage, Haus Assen, Schloss Neuenhof, Schloss Hackhausen, Haus Aspel in Haldern, Schloss Eringerfeld, Schloss Bladenhorst, Haus Wenne, Schloss Crollage, Schloss Arenshorst und Haus Horst. Bedeutender, aber weniger auffällig waren seine Arbeiten zur Kirchenausstattung und kirchlichen Kleinkunst. Die Zahl der von ihm entworfenen Altäre liegt bei 300 bis 400, ähnlich hoch die Zahl von Beichtstühlen und Kanzeln. Auch etwa 100 Kelche und 40 Monstranzen hat er entworfen.
Er war Ehrenmitglied der katholischen Studentenverbindung VKDSt Saxonia Münster im CV.
Hilger Hertel war seit 1859 verheiratet mit Angela, geb. Schraeder, und hatte mit ihr drei Söhne: die Architekten Hilger der Jüngere (1861–1918) und Bernhard (1862–1927), sowie den Bildhauer Adalbert (1868–1952).
Hertel starb infolge einer Lungenentzündung auf einer Dienstreise in Breslau, in dessen Nähe er für den Politiker Hans Praschma von Bilkau und seine Ehefrau Marie Freiin von Landsberg-Velen die Wiederherstellungsarbeiten an Schloss Falkenberg übernommen hatte. Er wurde auf dem Zentralfriedhof in Münster bestattet, dessen Anlage er selbst gestaltet hatte. Sein Grab ist als Denkmal bis heute erhalten.

## Bauwerke (Auswahl)
Verzeichnis der wichtigsten von Hilger Hertel dem Älteren errichteten Bauwerke. Die bei seinem Tod 1890 begonnenen bzw. in Planung begriffenen Bauprojekte wurden von seinem gleichnamigen Sohn ausgeführt.
| Bild                                                   | Bauzeit   | Bauwerk                                                | Ort                | Beschreibung |
| ------------------------------------------------------ | --------- | ------------------------------------------------------ | ------------------ | --- |
| Kapelle Haus Assen                                     | 1854–1859 | Haus Assen                                             | Lippborg           | Restaurierung des Schlosses und Bau der Schlosskapelle |
| Kevelaer, Marienbasilika                               | 1858–1864 | Marienbasilika                                         | Kevelaer           | Neubau als Baumeister unter dem Architekten und Vetter Vincenz Statz |
| Münster, Aegidiikirche                                 | 1858–1860 | St. Aegidii                                            | Münster            | Restaurierung und Adaption als Pfarrkirche, Anbau der Sakristei |
| St. Peter und Paul in Holdorf                          | 1858      | St. Peter und Paul                                     | Holdorf            | Neubau als dreischiffige Backsteinhalle |
| St. Mariä Himmelfahrt in Ahaus                         | 1863      | St. Mariä Himmelfahrt                                  | Ahaus              | Neugestaltung des oberen Teils des Turmes und Pfarrhaus |
|                                                        | 1864–1866 | Marienhospital                                         | Münster            | Neubau |
| Schloss Surenburg                                      | 1865–1867 | Surenburg                                              | Riesenbeck         | Restaurierung des Schlosses und Anbau der rückwärtigen Schlosskapelle St. Aloysius |
| St. Lambertus in Ochtrup                               | 1866–1869 | St. Lambertus                                          | Ochtrup            | Kirchenneubau und Pfarrhaus |
| Stift Langenhorst                                      | 1867      | Stiftskirche                                           | Langenhorst        | Wiederaufbau nach Einsturz des Nordturms |
| Clemenskirche                                          | 1868      | Clemenskirche                                          | Telgte             | Restaurierung und Erweiterung der spätgotischen Kirche, Turmneubau |
| Schlosskapelle Löwenstein                              | 1870      | Schloss Löwenstein                                     | Kleinheubach       | Umgestaltung und Neuausstattung der Schlosskapelle |
| St.-Laurentius in Senden                               | 1870–1873 | St. Laurentius                                         | Senden             | Neubau |
|                                                        | 1871–1874 | St. Stephanus                                          | Heessen            | Neubau |
| St. Vitus in Visbek                                    | 1872–1876 | St. Vitus                                              | Visbek             | Neubau der Hallenkirche zusammen mit Franz Xaver Lütz |
| Wasserschloss Darfeld: Arkadenhof und Kapelle (rechts) | 1873      | Wasserschloss Darfeld                                  | Rosendahl-Darfeld  | Restaurierung des Schlosses und Neubau von Kapelle, Torhaus und Ökonomiegebäude |
| St. Silvester zu Erle                                  | 1875–1879 | St. Silvester                                          | Erle               | 1875–1879 Neubau der neugotischen Kirche. 1945 Zerstörung des Turms und des Hauptschiffs durch Bombentreffer. 1945 Wiederaufbau in vereinfachter Form. 1998–2000 Umfangreiche Teilwiederherstellung des ursprünglichen Aussehens der Kirche von 1879. |
| Schlosskapelle Hülshoff                                | 1875      | Burg Hülshoff                                          | Havixbeck          | Schlosskapelle |
| St. Felizitas in Lüdinghausen                          | 1875      | St. Felizitas                                          | Lüdinghausen       | Umbau des Kirchendachs und Pfarrhaus |
|                                                        | 1875      | St. Cornelius und Cyprian                              | Lippborg           | Turmbau und Restaurierung der Kirche |
|                                                        | 1876      | St. Ludgeri                                            | Münster            | Turmaufbauten und Außenrestaurierung |
| Münster, Akademiegebäude                               | 1877–1880 | Akademiegebäude                                        | Münster            | Neubau, 1944 zerstört |
| Überwasserkirche in Münster                            | 1878–1884 | Überwasserkirche                                       | Münster            | Außeninstandsetzung |
|                                                        | 1880–1882 | Maria Meeresstern                                      | Borkum             | Kapellenbau; 1987/1988 westliche Erweiterung und Turmbau |
| St.-Johannes-Stift Marsberg                            | 1881      | Johannishospital in Marsberg                           | Marsberg           | Neubau |
|                                                        | 1881–1884 | St. Katharina                                          | Plaßwich           | Verlängerung des Chores |
|                                                        | 1882      | Provinzial-Pflege-Anstalt Benninghausen und Eickelborn | Lippstadt          | Neubau |
| St. Johannes Baptist in Altenberge                     | 1882–1884 | St. Johannes Baptist                                   | Altenberge         | Neubau des Turmes und Restaurierung der Kirche |
|                                                        | 1882–1885 | St. Michael                                            | Kolding            | Neubau |
|                                                        | 1882–1883 | St. Bruno                                              | Bartenstein        | Neubau |
| Kevelaer, Marienbasilika                               | 1883–1844 | Marienbasilika                                         | Kevelaer           | Turm und Beichtkapelle |
|                                                        | 1885      | St. Johannes Nepomuk                                   | Burgsteinfurt      | Süderweiterung |
|                                                        | 1885      | St. Dionysius                                          | Havixbeck          | Umbau |
|                                                        | um 1885   | St. Martin                                             | Sendenhorst        | Turmbau |
| St. Norbert in Magdeburg                               | 1885–1898 | St. Norbert                                            | Magdeburg          | Neubau |
|                                                        | 1885      | Dom                                                    | Münster            | Sakristei |
| St. Nikomedes in Borghorst                             | 1885–1894 | St. Nikomedes                                          | Borghorst          | Neubau |
| St. Lambertikirche in Münster                          | 1886–1898 | St. Lamberti                                           | Münster            | Neubau des Turmes und der Taufkapelle, Neugestaltung des Dachs und Innenausstattung |
|                                                        | 1886–1890 | St. Georg                                              | Hohenholte         | Umbau der Stiftskirche, Entfernung der Emporen und Anbau der Sakristei |
|                                                        | 1886      | St. Peter und Paul                                     | Werth              | Neubau |
| Zentralfriedhof in Münster                             | 1887      | Zentralfriedhof                                        | Münster            | Gestaltung |
|                                                        | 1887–1890 | St. Johannes Baptist                                   | Mesum              | Neubau |
|                                                        | 1887      | St. Jakobus                                            | Wuttrienen         | Wiederaufbau |
|                                                        | 1888      | St. Joseph                                             | Münster            | Erstbau, 1902–1905 ersetzt durch Neubau von Bernhard Hertel |
|                                                        | 1888      | St. Vitus                                              | Olfen              | Neubau |
|                                                        | 1889–1892 | St. Pankratius (Gescher)                               | Gescher            | Erweiterung um viertes und fünftes Seitenschiff, Neubau des Westwerks mit Turm |
|                                                        | 1889      | Fabrikantenvilla Huesker                               | Gescher            | Neubau in neugotischem Stil an der Hauptstraße 18 |
| Stadtlohn, St. Otger                                   | 1889–1892 | St. Otger                                              | Stadtlohn          | neugotische Hallenkirche; nach 1945 Wiederaufbau mit niedrigerem Kirchturm |
| Kapelle von Haus Hall                                  | um 1890   | Haus Hall                                              | Gescher            | Kapelle der Bischöflichen Stiftung |
| Aldekerk, Sankt Peter und Paul                         | 1890      | St. Peter und Paul                                     | Aldekerk           | Turm und Chorerweiterung |
| Pfarrkirche St. Gertrud, Blick von Osten auf den Chor  | 1890–1892 | St. Gertrud                                            | Lohne (Oldenburg)  | Anbau der Chorapsis |
|                                                        | 1890–1892 | St. Otger                                              | Stadtlohn          | Neubau |
|                                                        | 1890–1892 | St. Martinus                                           | Greven             | Chorbau |
|                                                        | 1890–1893 | St. Pankratius                                         | Ahlen-Vorhelm      | |
|                                                        | 1891–1894 | St. Petrus                                             | Waltrop            | Erweiterung des zentralen Baus und des Querhauses |
|                                                        | 1892–1896 | St. Barbara                                            | Gelsenkirchen-Erle | 1927 bauliche Erweiterung nach Plänen des Architekten Herbert Kötting, nach Kriegszerstörung modernistischer Wiederaufbau, Turmbau erhalten. |
|                                                        | 1894–1897 | St. Peter und Paul                                     | Mehlsack           | Erweiterung des zentralen Baus und des Querhauses |
| Tilbeck, Maria Hilf                                    | 1897–1899 | Kapelle Maria Hilf                                     | Stift Tilbeck      | nach Plänen Hilger Hertels von seinen Söhnen Hilger und Bernhard ausgeführt |

## Kunstwerke
- Relieftafeln des neugotischen Hochaltars im Stift Wissel / St.-Clemens-Kirche